# Astronautalis
Astronautalis (geboren als Charles Andrew Bothwell) is een Amerikaanse hiphop artiest uit Minneapolis, Minnesota.

## Discografie

### Albums
- You And Yer Good Ideas (2003, in eigen beheer)
- The Mighty Ocean And Nine Dark Theaters (2006, Fighting Records)
- Pomegranate (2008, Eyeball Records)
- This Is Our Science (2011, Fake Four Inc)

### Ep's
- Meet Me Here (7")
- Texas Kinda Rhymes With Sexist
- A Round Trip Ticket To China (2006)
- Dang! (2006)
- Split EP with Babel Fishh (2006)
- The Very Unfortunate Affairs of Mary and Earl (2006)
- The Young Capitalist's Starter Kit (2008)
- Seven Freestyles in Seven Days (2008)

### Mixtapes
- DANCEHALLHORNSOUND!!!! (2010)

- Gemeinsame Normdatei: 1112756272
- International Standard Name Identifier: 0000 0004 7173 6779
- Library of Congress Control Number: no2009003118
- MusicBrainz: aa79fa15-c1fe-4114-99ba-1f55d99fceaa
- Virtual International Authority File: 78612067
- WorldCat: E39PBJyh6j8VwMfVRTvjTprH4q